# Tipula lateralis
Tipula lateralis ist eine Mücke aus der Familie der Schnaken (Tipulidae).

## Merkmale
Die Schnaken erreichen eine Körperlänge von 13 mm (Männchen) bzw. 16 mm (Weibchen). Sie besitzen eine Flügelspannweite von 14–17 mm. In Ruhestellung sind ihre Flügel ausgebreitet. Charakteristisch für die Art ist ein helles Längsband auf der Oberseite des Hinterleibs. Außerdem besitzen die Schnaken eine dünne schwarze Linienzeichnung, die an den Augen beginnend über den Thorax führt. Ein weiteres Merkmal der Schnakenart bilden die dunkel gefärbten Adern der Flügel. 

## Verbreitung
Tipula lateralis kommt in weiten Teilen Europas vor und ist recht häufig. Auf den Britischen Inseln ist die Art ebenfalls vertreten. Im Osten reicht das Verbreitungsgebiet bis in den Mittleren Osten.

## Lebensweise
Die Schnakenart findet man in feuchten Biotopen, insbesondere am Ufer von Teichen und Bächen. Die Schnaken sind schon früh im Jahr zu beobachten. Sie fliegen gewöhnlich von März bis Oktober. Die semi-aquatilen Larven entwickeln sich in Teichen und Bächen. Sie ernähren sich von verrottendem pflanzlichen Material.

## Ähnliche Arten
- Tipula couckei

## Taxonomie
In der Literatur finden sich noch folgende Synonyme:
- Tipula intermedia Eiroa, 1990